# Razor Point
Der Razor Point (englisch für Rasiermesserspitze) ist eine Landspitze an der Nordküste Südgeorgiens. Sie liegt südwestlich des Point Abrahamsen am Nordufer des Prince Olav Harbour.
Der deskriptive Name der Landspitze, 1929 vergeben durch Wissenschaftler der britischen Discovery Investigations, ist erstmals auf einer Landkarte der britischen Admiralität aus dem Jahr 1938 verzeichnet.